# 熱・電気エネルギー技術財団
一般財団法人熱・電気エネルギー技術財団（ねつ・でんきエネルギーぎじゅつざいだん）は、資源エネルギー庁所管の財団法人から移行した内閣府所管の一般財団法人。地球の将来をうれい、未来の新エネルギー開発を生涯の夢とした、アイシン精機（現:アイシン）名誉相談役・豐田稔の遺志を体したもの。

## 概要
地球の将来をうれい、未来の新エネルギー開発を生涯の夢とした、アイシン精機（現:アイシン）名誉相談役・豐田稔の遺志を体して設立された一般財団法人。設立以来、熱・電気エネルギー技術に関する調査・研究、情報の収集及び提供、研究会・セミナーの開催等の事業を行う一方、新エネルギー開発に情熱を注ぐ研究者や国内外の大学・研究機関のサポートを行う。クリーンな熱・電気エネルギー技術に関し、政府をはじめ、公共機関との密接な関係を保ちながら、研究と運営に努め、日本経済の発展に寄与することを目的として活動している。

## 設立趣旨
未来の新しいエネルギー技術の確立に向けて、熱・電気エネルギー技術の調査及び研究、情報の収集及び提供、研究会、セミナー等の開催、研究者等に対する助成等を行うことにより、熱・電気エネルギー技術の研究開発の促進を図り、もって日本の経済の健全な発展に寄与するとともに、国際協調による科学・技術の調和的発展に貢献することを目的とする。

## 事業概要
- 熱・電気エネルギーの調査・研究・情報の収集及び提供[4][2]
- 研究会・セミナーの開催等の事業[4][2]
- 新エネルギー開発分野の研究者や国内外の大学・研究機関のサポート[4][2]

## 役員[5]
| 役職   | 氏名        |                                                    |
| ------ | ----------- | -------------------------------------------------- |
| 理事長 | 鈴木 泰寛   | 一般財団法人熱・電気エネルギー技術財団 理事長      |
| 理事   | 亀井 淳史   | 株式会社テクノバ 取締役社長                        |
|        | 川本 睦     | アイシン・エィ・ダブリュ（現:アイシン） 取締役社長 |
|        | 山上 伸     | 東京ガス株式会社 常務執行役員                      |
|        | 桜井 章喜   | 株式会社テクノバ 調査研究第2部 主査                |
|        | 田中 資康   | アイシン精機（現:アイシン） 顧問                   |
| 監事   | 海老原 薫   | 海老原会計事務所 税理士                            |
|        | 小塚 埜武壽 | 御苑会計事務所 公認会計士                          |
| 評議員 | 池上 英雄   | 名古屋大学 名誉教授                                |
|        | 太田 健一郎 | 横浜国立大学大学院 特任教授                        |
|        | 柏木 孝夫   | 東京工業大学 特命教授                              |
|        | 梶川 武信   | 湘南工科大学 名誉教授                              |
|        | 國松 敬二   | 山梨大学 客員教授                                  |
|        | 谷口 富裕   | 東京工業大学 特任教授                              |
|        | 月尾 嘉男   | 東京大学 名誉教授                                  |
|        | 高橋亮人    | 大阪大学 名誉教授                                  |
|        | 水野 清史   | アイシン精機（現:アイシン） 顧問・技監             |
|        | 藤森 文雄   | アイシン精機（現:アイシン） 取締役副会長           |

## 過去の調査研究及び情報収集および提供テーマ[6]
| 年度   | 調査研究及び情報収集                                                                   | 備考      |
| ------ | -------------------------------------------------------------------------------------- | --------- |
| 2011年 | 常温核融合研究の動向調査                                                               | 2012年3月 |
| 2010年 | 熱電変換技術の最新動向調査                                                             |           |
| 2009年 | 常温核融合研究の世界の最新動向調査Ⅱ                                                    |           |
| 2008年 | 常温核融合研究の世界の最新動向調査                                                     |           |
| 2007年 | 小温度差発電技術の動向調査Ⅱ                                                            |           |
| 2006年 | 小温度差発電技術の動向調査                                                             |           |
| 2005年 | 凝集系核科学研究の動向調査                                                             |           |
| 2004年 | バイオ燃料調査(Ⅱ)                                                                      |           |
| 2003年 | バイオ燃料調査(Ⅰ)                                                                      |           |
| 2002年 | 水素利用技術の動向に関する調査・研究（Ⅱ)                                               |           |
| 2001年 | 水素利用技術の動向に関する調査・研究                                                   |           |
| 2000年 | エネルギー有効利用による環境負荷低減化の動向                                           |           |
| 1999年 | アジアにおける新エネルギー技術に関する情報収集－タイ編－                               |           |
| 1999年 | 発電・送電・貯蔵等に関するプロジェクトの開発状況と技術課題及び将来動向に関する調査研究 |           |